# Ciclul răspunsului sexual uman

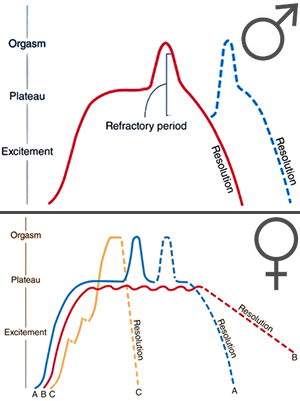
Diagrama ciclului răspunsului sexual:
Sus: la bărbați (♂):
- Variația intensității excitării cu culminarea orgasmică;
- Orgasm repetat;
Jos: la femei (♀):
A. Orgasm repetat;
B. Excitația crește până la etapa de platou, dar nu atinge orgasmul;
C. Câteva scăderi de scurtă durată ale excitației, după care urmează o fază rapidă de eliberare.

Ciclul răspunsului sexual uman este un model de descriere a reflexelor fiziologice ale corpul uman sub acțiunea stimulației sexuale. Există mai multe modele, dar cel frecvent întâlnit în literatura de specialitate, prezintă din următoarele faze: excitație, platou, orgasm și rezoluție. Acest model a fost formulat pentru prima dată de William H. Masters și Virginia E. Johnson și fost descris în cartea Human Sexual Response, editată în 1966. De atunci, au fost formulate și alte modele a proceselor fiziologice și psihologice ce au loc în timpul actului sexual.
Activitatea creierului uman, în tipul actului sexual prezintă asemănări cu procesele neurofiziologice ce au loc în momentele de plăcere sau bucurie create de alți factori sau evenimente.

## Faza de excitație

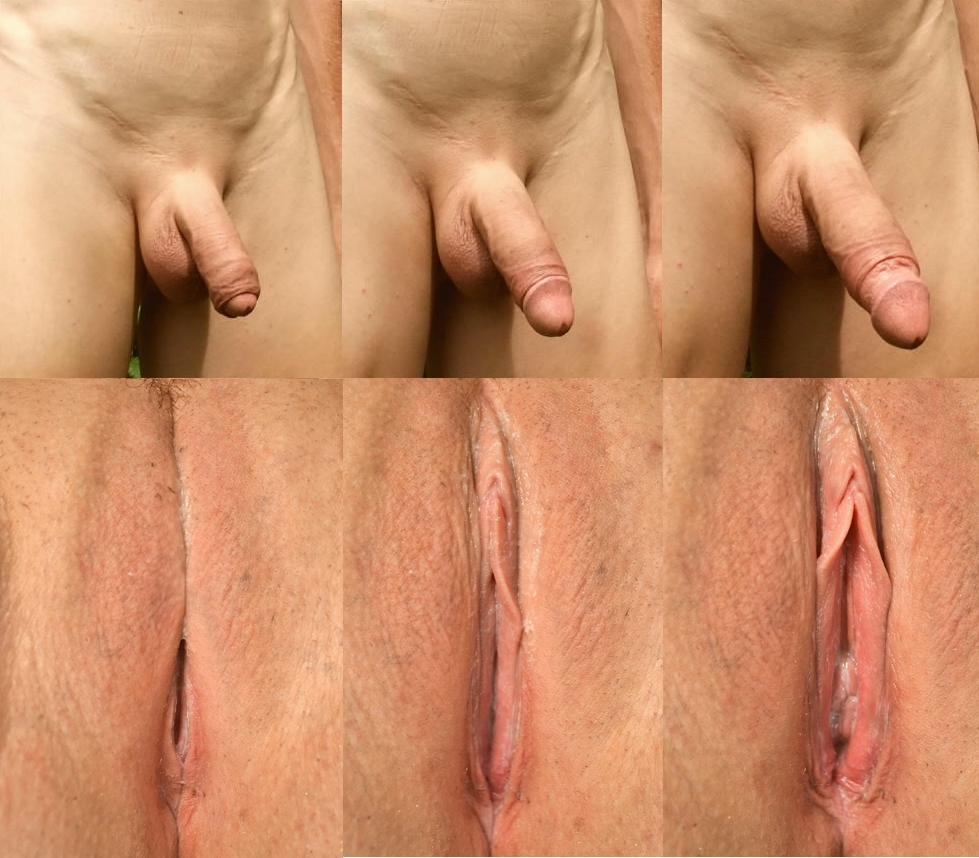
Excitație organelor genitale externe. La bărbați, excitația se manifestă prin îngroșarea și erecția penisului, la femei - dilatarea labiilor, deschiderea fantei vulvare și erecția clitorisului

### Bărbați
La bărbați, începutul fazei de excitație se remarcă atunci când penisul devine parțial sau complet erect, adesea după doar câteva secunde de stimulare erotică.  Erecția poate fi instabilă, parțial pierdută și redobândită în mod consecutiv în timpul unei faze extinse de excitare. Ambele testicule devin orientate în sus, spre perineu, în special la bărbații circumciși. De asemenea, scrotul se încordează și se îngroașă, pilea devenind puternic cutată .

### Femei
Faza de excitați la femei poate dura de la câteva minute până la câteva ore. Debutul vasocongestionării se observă prin erecția clitorisului și ieșirea glandului de sub prepuț, dilatarea labiilor (buzelor vaginale) și deschiderea fantei (șanțului) vulvare. În final, mărirea vulvei în volum duce la intensificarea sensibilității. Mușchii care înconjoară orificiul vaginal încep să se contracte (îngustând intrarea în vagin), iar uterul se ridică în cavitatea abdominală. Pereții vaginali elimină lichid lubrifiant pentru a facilita penetrarea peniană și a preveni microtraumatismele mecanice ale membranelor vaginale. În același timp, sânii cresc ușor în volum, iar mameloanele se întăresc și devin erecte.

## Faza de platou

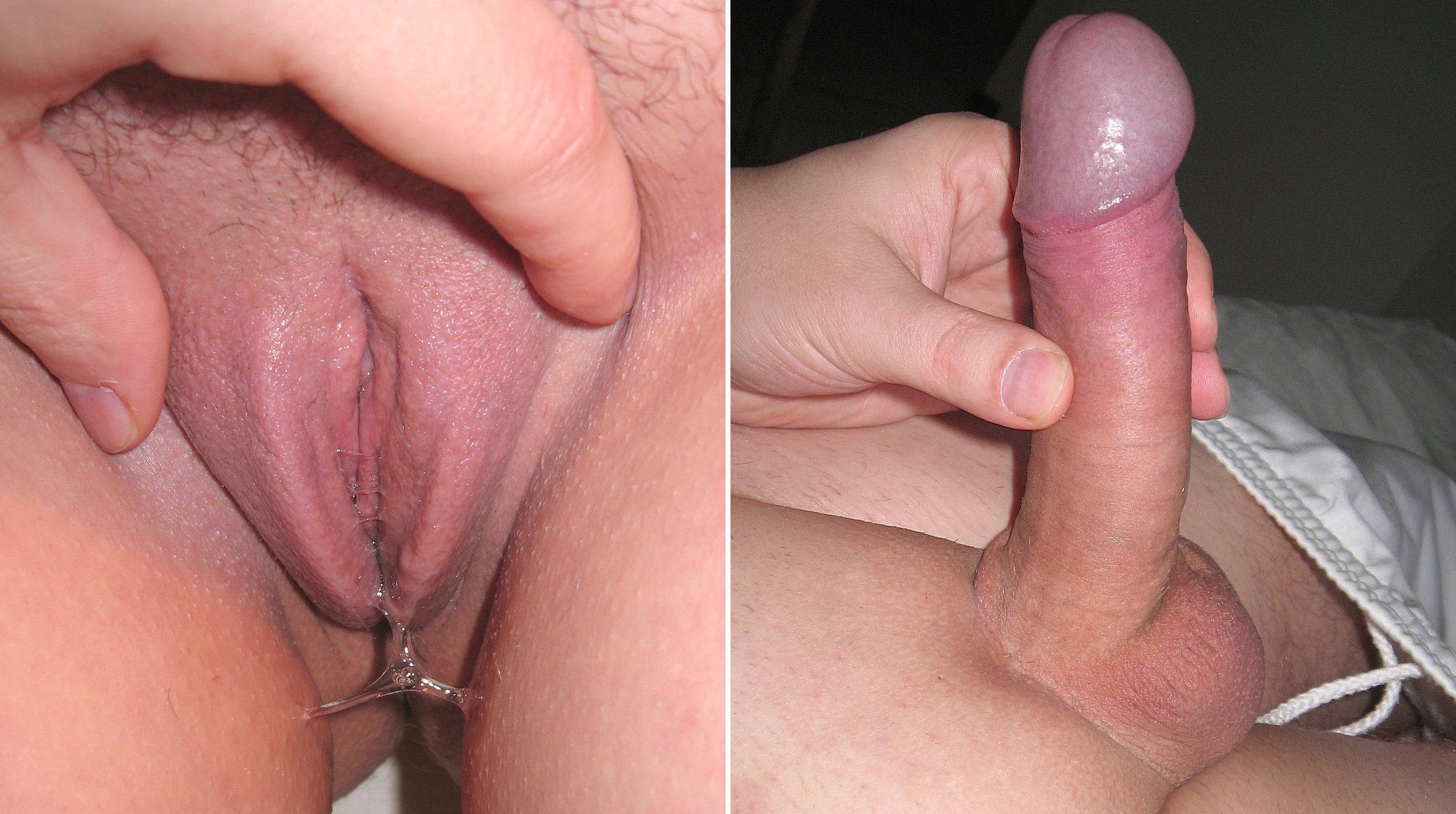
Faza de platou

Faza de platou reprezintă etapa ce precede orgasmul. Această fază se caracterizează prin frecvența ridicată a bătăilor inimii și a respirației la ambele sexe, creșterea tensiunii musculare continuu și accentuarea senzațiilor de voluptate (plăcere sexuală). Atât bărbații, cât și femeile, pot începe să vocalizeze involuntar. Timpul prelungit a fazei de platou, fără trecere în faza orgasmică poate genera frustrare sexuală.

### Bărbați
În această fază, sfincterul uretral se contractă (astfel încât să se prevină amestecul de urină cu materialul seminal și ejacularea retrogradă spre vezica urinară) și mușchii de la baza penisului încep o contracție ritmică constantă. Glandele Cowper eliberează lichid preejaculator, iar scrotul ridică testiculele mai aproape de perineu.

### Femei
În faza de platou la femei se intensifică modificările organelor genitale, inițiate în faza precedentă. Clitorisul devine extrem de sensibilă și se retrage ușor sub prepuț. Glandele lui Bartholin elimină o substanță lubrefiantă ce favorizează alunecare penisului în vagin. Labiile mari (buzele vaginale mari) continuă să se umfle și suprafața pielii se poate încreți. Labiile mici (buzele vaginale mici) se măresc în volum de 2-3 ori, strâmtorând intrarea vaginală și își modifică culoarea într-un roșu închis, maroniu, sau gri închis. Țesuturile din treimea inferioară a vaginului se dilatează, iar mușchiul pubococcigian se contractă, reducând în jumătate diametrul canalului vaginal. Vaginul cuprinde strâns, dar elastic, penisul bărbatului. Simultan, partea superioară a vaginul se dilată.
Sânii cresc în volum cu 25-30%, în special la femeile tinere, areolele mamare se lărgesc, mameloanele își mențin poziția erectă și devin mai rigide.
Pentru femeile care rareori ating orgasmul, sau niciodată, aceasta este apogeul senzațiilor sexuale.

## Faza orgasmică

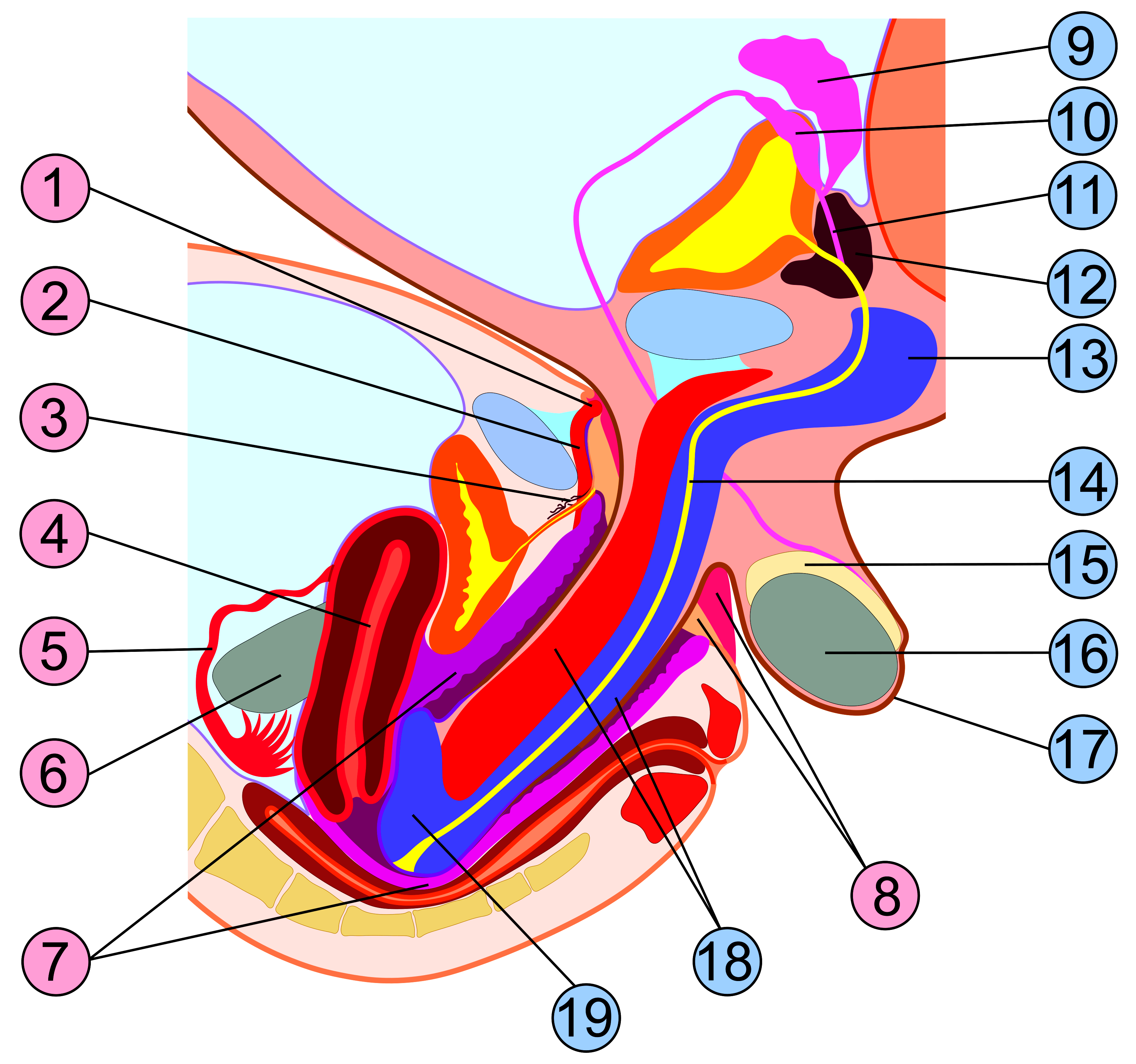
Anatomia actului sexual uman: 1 - gland clitoridian; 2 - corp clitoridian; 3 - glande vestibulare mici; 4 - uter; 5 - trompă uterină; 6 - ovar; 7 - vagin; 8 - labii vaginale; 9 - vezică seminală; 10 - ampula canalului deferent; 11 - canal ejaculator; 12 - prostată; 13 - bulb penian; 14 - uretră, 15 - epididim; 16 - testicul; 17 - scrot; 18 - corp penian; 19 - gland penian

Orgasmul constituie punctul culminat al ciclului de răspuns sexual, fiind trăit atât de bărbați, cât și de femei. Orgasmul este însoțită de contracții rapide și consecutive ale mușchilor pelvieni inferiori, care înconjoară anusul și organele sexuale. Pulsul inimii poate ajunge la 180 de bătăi pe minută. Orgasmul este adesea asociat cu alte acțiuni involuntare, inclusiv vocalizări (oftări, gemete), ritm cardiac înalt și spasme musculare în alte zone ale corpului (abdomen, piept ș.a.) și o senzație generală de euforie.
Procesele psihofiziologice din această fază sunt lipsite de control din partea conștientului.

### Bărbați
La bărbați, orgasmul este manifestat, de obicei, prin ejacularea spermei. Fiecare ejecție este însoțită de impulsuri continuu de plăcere sexuală, în special la nivelul penisului și perineului. Prima și a doua convulsii sunt de obicei cele mai intense în senzație și elimină cea mai mare cantitate de material seminal. După aceea, fiecare contracție este asociată cu un volum diminuat de lichid spermatic și descreșterea senzației de plăcere.

### Femei
Orgasmul poate varia foarte mult de la o femeie la alta și de la un act sexual la altul. Senzația generală este similară cu cea a orgasmului la bărbați. În momentul orgasmului se produce 2-16 contracții ale platformei orgasmice: contracții involuntare și sincronizate ale mușchilor sfincterului anal, mușchilor vaginali și uterului. În timpul unui orgasm intens poate avea loc eliminarea a unui lichid din glandele Skene prin orificiul uretral, fenomen denumit „ejaculare feminină”. De regulă, faza orgasmică la femei durează 20-60 de secunde. Orgasmul poate fi asociat cu pierderea parțială a lucidității și, în unele cazuri, este însoțit de oftat/geamăt involuntar.
Contracțiile orgasmice se vizualizează prin pulsația clitorisului și a vulvei. 
Femeile pot avea orgasme multiple, ca rezultat al revenirii la faza de platou și continuarea sa în faza orgasmică.

## Faza de rezoluție
Faza de rezoluție (numită și involuție sau refractară) se caracterizează prin relaxare musculară, tensiunea arterială revine la cea normală, corpul începe să stopeze starea de excitație generală. Perioada refractară este intervalul de timp în care, de obicei, bărbatul nu este în stare să atingă un nou orgasm, deși femeile pot experimenta mai multe orgasme consecutive odată cu prelungirea stimulării sexuale.